# 下双大庙及魁星阁
下双大庙及魁星阁，位于中国甘肃省武威市凉州区，为一个省级文物保护单位，类型为古建筑。
下双大庙及魁星阁的历史年代为清代。